# シヴァ・ラージクマール
シヴァ・ラージクマール（英語: Shiva Rajkumar; カンナダ語: ಶಿವರಾಜ್‍ಕುಮಾರ್; 1961年7月12日 - ）はインドの映画俳優。

## 主な出演作品
- Anand（1986年）
- Om （1995年）
- Jogi （2005年）
- Kaddipudi （2013年）
- Bhajarangi （2013年）
- Aryan （2014年）
- Vajrakaya （2015年）
- Killing Veerappan （2016年）[1][2]
- Shivalinga （2016年）
- Mass Leader（2017年）[3][4]
- Tagaru（2018年）
- The Villian （2018年）[5]